# Сура Аль-Фуркан
Сура Аль-Фуркан (араб. سورة الفرقان‎) або Розрізнення — двадцять п'ята сура Корану. Мекканська, містить 77 аятів.